# Treemonisha

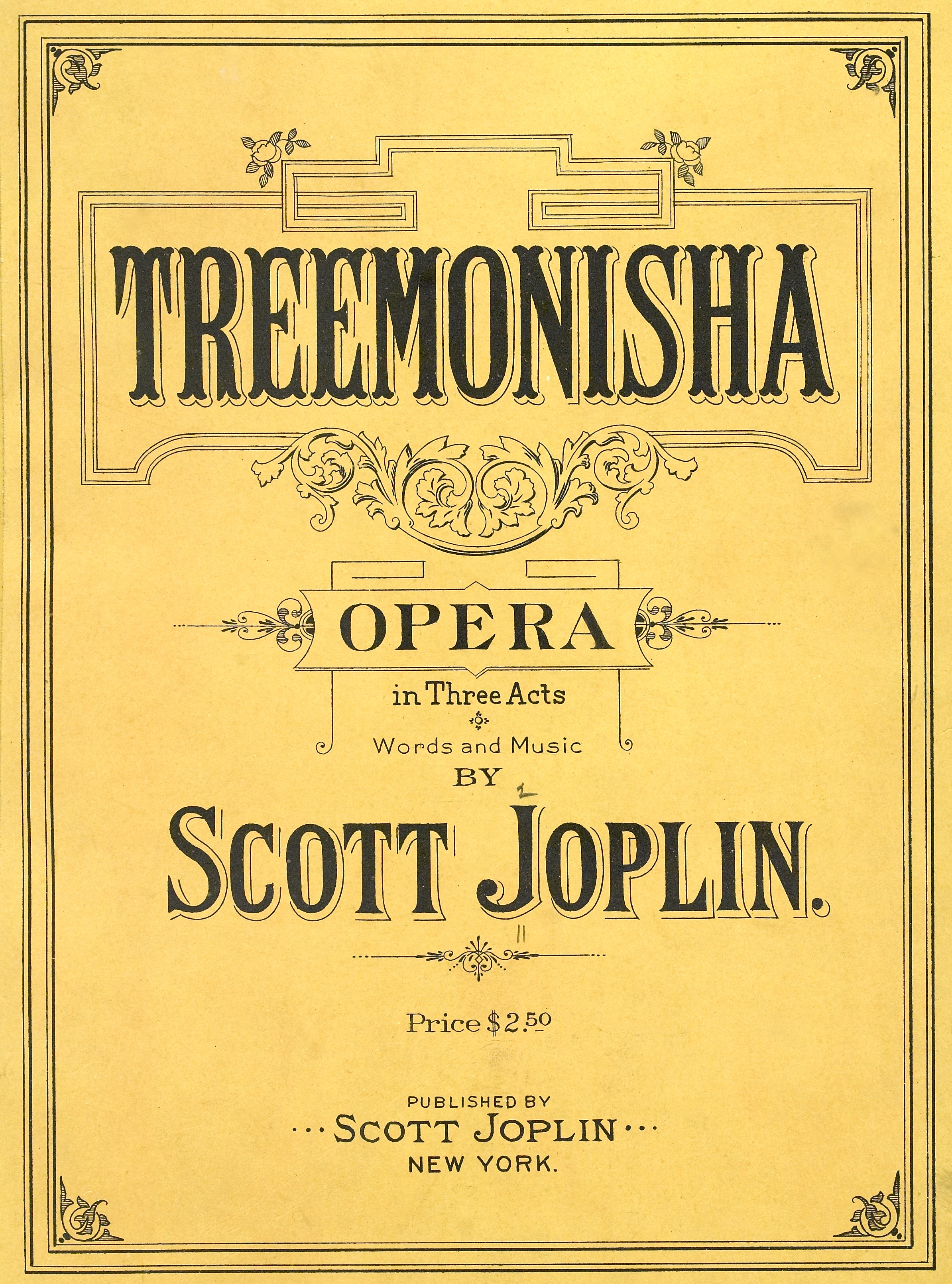
Partiturframsida av Treemonisha, publicerad 1911

Treemonisha är en amerikansk opera i tre akter med musik och libretto av Scott Joplin. Den beskrivs ibland som en "ragtimeopera", även om Joplin inte hänvisade till den så och den vida överstiger en rad musikstilar. Musiken till Treemonisha består bland annat av en ouvertyr och preludium, vid sidan om diverse recitativ, körer, små ensemblestycken, en balett och några arior.
Operan var i stort sett okänd före det första kompletta framförandet 1972. Joplin hedrades posthumt med Pulitzer Prize i musik 1976 för Treemonisha. Föreställningen kallades för ett "halvmirakel" av musikhistorikern Gilbert Chase som att: "Treemonisha förmedlade sin kreativa vitalitet och moraliska budskap till de många tusen nöjda lyssnare och tittare" när den återskapades. Operan musikstil är det tidiga 1900-talets populära romantiska stil. Den har beskrivits som "charmerande och pikant och ... djupt gripen", med inslag av svarta folksånger och danser, inklusive en sorts för-blues musik, spirituals, samt en alternerande tal-och-svars-stil mellan en präst och församlingen.
Operan hyllar afroamerikansk musik och kultur, medan den samtidigt hävdar att utbildning är frälsningen för afroamerikanerna – en idé långt före sin tid.
Treemonisha utspelas i september 1884 på en före detta slavplantage i en enslig skog mellan Texarkana, Texas (Joplins barndomsstad) och Red River i Arkansas. Treemonisha är en ung frigiven slavinna. Efter att ha lärt sig läsa med hjälp av en vit kvinna leder hon nu sina landsmän emot några trollkarlars inverkan, vilka livnär sig på folkets okunskap och vidskepelse. Treemonisha förs bort och ska just kastas ner i en spindelhåla när hennes vän Remus räddar henne. Folket inser värdet av utbildning och vad okunskap kan leda till. De utser Treemonisha till sin lärare och ledare.

## Historia
Joplin fullbordade Treemonisha 1910 och betalade för ett publicerat klaverutdrag 1911. Vid tiden för publicerandet sände han en kopia av partituret till American Musician and Art Journal. Treemonisha erhöll en lysande helsidesrecension i juniutgåvan. Recensionen sa att det var en "total ny fas inom musikkonsten och ... en helgjuten amerikansk opera(stil)." Detta bekräftade Joplins mål om att skapa en distinkt form av afroamerikansk opera.

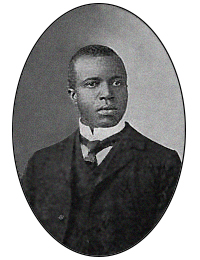
Scott Joplin

Trots de vackra orden uppfördes aldrig operan i sin helhet under hans livstid. Det enda framförandet var en konsertant genomläsning 1915 med Joplin vid pianot på Lincoln Theater i Harlem, New York, bekostad av Joplin själv. En av Joplins vänner, Sam Patterson, beskrev framförandet som "tunt och inte övertygande, inte bättre än en repetition... dess speciella kvalitet (skulle ha varit) bortkastad på den typiske Harlembesökaren (som var) sofistikerad nog att förkasta sitt folks historia men inte tillräckligt nog att uppskatta det på nytt".
Vid sidan av ett konsertant framförande 1915 av baletten Frolic of the Bears från Akt II, av Martin-Smith Music School, var operan bortglömd ända till 1970 då partituret återfanns. Den 22 oktober 1971 framfördes utdrag från Treemonisha konsertant på New York Public Library for the Performing Arts med sång av William Bolcom, Joshua Rifkin och Mary Lou Williams.
Världspremiären ägde rum den 27 januari 1972, som ett samarbete mellan musikavdelningen på Morehouse College och Atlanta Symphony Orchestra i Atlanta, Georgia, i orkestrering av T. J. Anderson. Föreställningen regisserades av Katherine Dunham, före detta ledare för ett afroamerikanskt danskompani, och dirigerades av Robert Shaw. (Han var en av de första större amerikanska dirigenter som tog in båda svarta och vita sångare i sin kör). Uppsättningen togs väl emot av både publik och kritiker.
Orkestreringarna till Treemonisha har gått förlorade, liksom noterna till Joplins första opera A Guest of Honor (1903). Senare föreställningar har använt sig av orkestreringar utförda av olika kompositörer, såsom T. J. Anderson, Gunther Schuller, och mer nyligen Rick Benjamin. Sedan premiären har Treemonisha framförts över hela USA, på platser som Houston Grand Opera, Kennedy Center i Washington, D.C., och 1975 på Uris Theatre på Broadway, till översvallade beröm från publik och kritiker. Operahistorikern Elise Kirk skriver att:
"operan vilade i glömska i mer än ett halvt sekel innan den gjorde sin triumfartade debut på Broadway. Den spelades också in i sin helhet – den tidigaste afroamerikanska operan att unnas det och den tidigaste att uppnå modern erkänsla och spridning vida omkring."
I Europa har operan satts upp i Venedig, Helsingfors och Giessen (Tyskland). Efter den tyska premiären 1984 på "Stadttheater Gießen", följde en annan uppsättning på Staatsschauspiel Dresden i april 2015.
Fyra föreställningar framfördes i augusti 2019 på Arcola Theatre i London, som en del av "Grimeborn Festival".

## Inspiration
Joplins ambition med Treemonisha var att både skapa en seriös opera i den europeiska traditionen och ett underhållande musikstycke. Han använde sig av ragtime enbart i dansepisoderna.

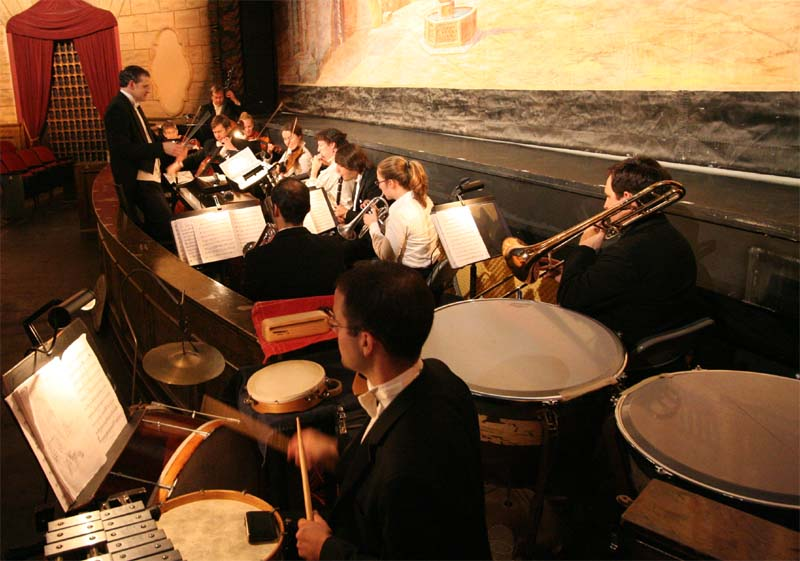
Dirigenten Rick Benjamin tillbringade fem år att orkestrera partituret till Treemonisha för en teaterorkester på tolv personer av samma sort som Joplin skrev för och spelade med.

Historiker har spekulerat i att Joplins andra hustru Freddie Alexander kan ha inspirerat till operan. Liksom titelrollen var hon utbildad, beläst och känd för att förespråka kvinnors rättigheter och afroamerikansk kultur. Joplin placerade verket i september 1884, samma månad och år som Alexander föddes, vilket bidrog till teorin.
Joplin biografiförfattare Edward A. Berlin har sagt att Treemonisha kan ha uttryckt andra aspekter i Joplins liv. Berlin hävdar att operan var "en hyllning till [Freddie, hans andra hustru] kvinnan han älskade, en kvinna som andra biografiförfattare aldrig har nämnt." Han noterar också att titelkaraktären i operan får sin utbildning i en vit kvinnas hem. Berlin och andra musikhistoriker, tillsammans med Joplin änka, noterade likheter mellan detta faktum i handlingen och Joplins egen barndomsmusik och andra lektioner med Julius Weiss. Treemonisha, operans huvudfigur, är en svart tonåring som lärdes upp av en vit kvinna, "precis som Joplin fick sin utbildning av en vit musiklärare". Historikern Larry Wolz håller med och noterar att "påverkan från 1800-talets tyska operastil" är klart tydlig i Treemonisha, vilket han härrör till Joplins kunskap från Weiss.
Berlin noterar att Lottie Joplin (kompositörens tredje hustru) såg en koppling mellan karaktären Treemonishas önskan att föra sitt folk ut från okunskap och liknande vilja hos Joplin. Lottie Joplin beskriver Treemonisha som en ande som kunde tala till honom medan Scott Jopllin spelade piano, och hon kunde "forma" verket. "Hon kunde berätta hemligheter för honom. Hon berättade om dåtiden och framtiden", sa Lottie Joplin. Treemonisha var ett närvarande väsen under tiden som verket skapades och var en del av processen.
Vid tiden för operans publicering 1911 prisade American Musician and Art Journal den som "en helt ny operakonst". Senare kritiker har också hyllat operan och ansett att den har en speciell plats i amerikansk historia med sin hjältinna som "är en häpnadsväckande tidig röst för moderna medborgerliga rättigheter, särskilt betydelsen av utbildning och kunskap inom den afroamerikanska rörelsen." Curtiss slutsats är liknande: "När allt kommer omkring erbjöd Treemonisha en hyllning till läskunnigheten, lärdom, hårt arbete och samhällelig solidaritet som det bästa sättet att sporra rasen." Berlin beskrev den som en "fin opera, säkert mer intressant än flertalet operor som skrivits i USA". Som kontrast säger han att Joplins libretto visade att kompositören "inte var en begåvad dramatiker" och att librettot inte höll samma kvalitet som musiken.

## Kritisk värdering
Joplin skrev både musik och libretto till operan, vilken i stort följer formen på den europeiska operan med sina många konventionella arior, ensembler och körer. För övrigt är teman med vidskepelse och mystik, vilka är framträdande i Treemonisha, vanliga inom operatraditionen. Vissa delar av handlingen liknar enheter i verk av den tyske kompositören Richard Wagner (som Joplin kände till); ett heligt träd under vilket Treemonisha hittas liknar trädet från vilket Siegmund tar sitt förtrollade svärd i Die Walküre. Återberättandet om hjältinnans härkomst ger ekon från operan Siegfried. Afroamerikanska folksägner påverkade också historien; till exempel så är episoden med spindelhålan lik den i historierna om Bror Kanin.
Treemonisha är ingen ragtimeopera. Joplin använde sparsamt med ragtime och annan svart musik för att undvika "raskaraktärer"; men han komponerade mer musik som reflekterade sin barndom i slutet av 1800-talet. Operan har setts som ett värdefullt exempel på sådan lantlig sydstatsmusik de svarta spelade på 1870-1890-talen, återskapad av en "duktig och känslig deltagare".
Joplin tilldelades posthumt Pulitzer Prize i musik 1976 för Treemonisha.

## Personer
- Andy, vän till Treemonisha – tenor
- Cephus, en trollkarl – tenor
- Lucy, vän till Treemonisha – sopran
- Luddud, en trollkarl – baryton
- Monisha, Treemonishas adoptivmor – soprano
- Ned, Treemonishas adoptivfar – bas
- Parson Alltalk, en predikant – baryton
- Remus, vän till Treemonisha – tenor
- Simon, en trollkarl – bas
- Treemonisha, en ung, välutbildad och frigiven slavinna – sopran
- Zodzetrick, en trollkarl – baryton

## Handling
Operan börjar med att trollkarlen Zodzetrick försöker sälja en säck med lycka till Monisha ("The Bag of Luck"). Men hennes make Ned jagar bort honom. Efter att Zodzetrick försvunnit hör Treemonisha och Remus folket sjunga och förväntansfullt förbereda dagen ("The Corn Huskers"). Treemonisha frågar om de vill dansa inna arbetet. De går med på det och Andy leder folket i sång och dans ("We're Goin' Around"). När alla har slutat dansa märker Treemonisha att kvinnorna bär kransar på sina huvuden, och hon försöke också göra en med grenar från ett träd ("The Wreath"). ;Monisha stoppar henne och berättar att trädet är heligt. Monisha sjunger en aria om Treemonishas upptäckt under trädet ("The Sacred Tree"). Treemonisha blir förfärad över att höra att Monisha och Ned inte är hennes riktiga föräldrar ("Surprised"). Monisha berättar hur Treemonisha växte upp och fick lärdom ("Treemonisha's Bringing Up"). Parson Alltalk anländer i vagn och märker folkets vidskepelse. Medan de distraherar människorna kidnappar trollkarlarna Treemonisha ("Good Advice"). Efter att Alltalk har gått märker människorna att Treemonisha är försvunnen ("Confusion"). Remus ger sig ut för att rädda Treemonisha.
Akt 2 börjar med att trollkarlen Simon sjunger om vidskepelse ("Superstition"). Zodzetrick, Luddud och Cephus debatterar om vilket straff Treemonisha ska få för att ha förstört deras plan tidigare på dagen ("Treemonisha in Peril"). Medan Treemonisha är bunden utför konstiga djur ett dansnummer om henne ("Frolic of the Bears"). Simon och Cephus för Treemonisha till en stor spindelhåla ("The Wasp Nest"), men Remus anländer i rätt tid utklädd till djävul och skrämmer iväg trollkarlarna ("The Rescue"). Nästa scen utspelas på en annan plantage där fyra arbetare sjunger en kvartett om att ha rast ("We Will Rest Awhile / Song of the Cotton Pickers"). Treemonisha och Remus kommer och ber dem visa vägen till John Smith plantagen. När de har gått hör arbetarna ett horn och firar att arbetet är slut för dagen ("Aunt Dinah has Blowed de Horn").
Tredje akten inleds med ett preludim ("Prelude to Act 3") på en övergiven plantage. Hemma sörjer Monisha och Ned sin dotter Treemonishas försvinnande ("I Want to See My Child"). När Remus och Treemonisha återkommer firar hela grannskapet och visar upp två av de tillfångatagna trollkarlarna, Zodzetrick och Luddud ("Treemonisha's Return"). Remus föreläser om gott och ont ("Wrong is Never Right (A Lecture)"). Andy vill fortfarande straffa trollkarlarna och eggar upp folket för att attackera dem ("Abuse"). Ned föreläser för trollkarlarna om sin dåliga natur ("When Villains Ramble Far and Near (A Lecture)"). Treemonisha övertalar Andy att förlåta trollkarlarna ("Conjurers Forgiven") och släppa dem fria. Luddud bestämmer sig för att överge trolleriet, men Zodzetrick insisterar på att han aldrig kommer ändra sig. Folket väljer Treemonisha till deras nya ledare ("We Will Trust You As Our Leader") och de firar med en avslutningsdans ("A Real Slow Drag").

## Musiknummer
Akt 1
- Ouvertyr
- The Bag of Luck – Zodzetrick, Monisha, Ned, Treemonisha, Remus
- The Corn Huskers – Kör, Treemonisha, Remus
- We're Goin' Around (A Ring Play) – Andy, kör
- The Wreath – Treemonisha, Lucy, Monisha, kör
- The Sacred Tree – Monisha
- Surprised – Treemonisha, kör
- Treemonisha's Bringing Up – Monisha, Treemonisha, kör
- Good Advice – Parson Alltalk, kör
- Confusion – Monisha, kör, Lucy, Ned, Remus

Akt 2
- Superstition – Simon, kör
- Treemonisha in Peril – Simon, kör, Zodzetrick, Luddud, Cephus
- Frolic of the Bears (ballet) – kör
- The Wasp Nest – Simon, kör, Cephus
- The Rescue – Treemonisha, Remus
- We Will Rest Awhile / Song of the Cotton Pickers – kör
- Going Home – Treemonisha, Remus, kör
- Aunt Dinah Has Blowed de Horn – kör

Akt 3
- Förspel till Akt 3
- I Want To See My Child – Monisha, Ned
- Treemonisha's Return – Monisha, Ned, Remus, Treemonisha, kör, Andy, Zodzetrick, Luddud
- Wrong is Never Right (A Lecture) – Remus, kör
- Abuse – Andy, kör, Treemonisha
- When Villains Ramble Far and Near (A Lecture) – Ned
- Conjurors Forgiven – Treemonisha, Andy, kör
- We Will Trust You As Our Leader – Treemonisha, kör
- A Real Slow Drag – Treemonisha, Lucy, kör